# バルーミニ
バルーミニ（イタリア語: Barumini、サルデーニャ語: Barùmini）は、イタリア共和国サルデーニャ自治州南サルデーニャ県にある人口約1,200人の基礎自治体（コムーネ）。
ユネスコの世界遺産に登録されているスー・ヌラージ・ディ・バルーミニがある。

## 地理

### 位置・広がり
州都カリャリから北へ約54kmの距離にある。

#### 隣接コムーネ
隣接するコムーネは以下の通り。
- ジェストゥリ - 北東
- ジェルジェーイ - 東
- ヴィッラノヴァフランカ - 南
- ラス・プラッサス - 南西
- トゥイーリ - 西

## 交通

### 道路
- SS197 (it:Strada statale 197 di San Gavino e del Flumini) 
〔グスピニ - サンルーリ〕 - バルーミニ - 〔ヌラッラーオ〕

## 文化・観光
スー・ヌラージは、町の中心から1kmほど西にある。サルデーニャ島各地にあるヌラーゲと呼ばれる先史時代の石造の塔状建築物を代表するものとして、1997年に世界遺産に登録された。島内最大と言われ、高さ18.5メートル、直径11メートルほどの規模を有する。